# Eddie Holman
Eddie Lee Holman (Norfolk (Virginia), 3 giugno 1946) è un cantautore, compositore, produttore discografico, coreografo, e filantropo statunitense.